# Beirowithius sieboldii
Beirowithius sieboldii es una especie extinta de arácnido del orden Pseudoscorpionida de la familia Withiidae.

## Distribución geográfica
Se encontraba en el Ámbar báltico.